# يوجين وايلد
يوجين وايلد (بالإنجليزية: Eugene Wilde)‏ هو مغني وكاتب أغاني أمريكي، ولد في 6 ديسمبر 1961 في ويست بالم بيتش في الولايات المتحدة.

## وصلات خارجية
- يوجين وايلد على موقع IMDb (الإنجليزية)
- يوجين وايلد على موقع ميوزك برينز (الإنجليزية)
- يوجين وايلد على موقع أول ميوزيك (الإنجليزية)
- يوجين وايلد على موقع ديسكوغز (الإنجليزية)